# Спелеонім
Спелеонім (грец. σπήλαιον — печера) — підземні топоніми, до яких віднесені назви будь-якого природного підземного утворення у верхньому шарі земної кори, що має вхідний отвір на поверхні землі, зокрема печери, струмка, водоспаду, озера, колодязя тощо.
Спелеонім — назва будь-якого природного підземного утворення у верхньому шарі земної кори.

## Різновиди спелеонімів
- терраспелеоніми — назви підземних об'єктів суходолу.
  - фонніксоніми (лат. fonnix — печера, підземелля) — назви печер, гротів, підземель тощо .
  - стратоніми (лат. stratum — шар) — власні назви геологічних формацій і горизонтів.
  - спеконіми(лат. specus — шахта, рудник) — назви шахт, рудників та їхніх частин.
- гідроспелеоніми — назви підземних водних об'єктів.
  - батіонім (грец. βατύ — «глибина») — власна назва будь-якого об'єкта підводного океанічного ландшафту.
  - батіоедитоніми — назви підводних нагір'їв.
  - батіовулканоніми — назви підводних вулканів.
  - батіоскопулусоніми — назви підводних піків.
  - батіогіатоніми — назви підводних ям.
  - батіофонніксоніми — назви підводних печер.
  - батіопланоніми — назви підводних рівнин.

Лише для назв підводних западин і мілин виділено окремі терміни — відповідно профундоніми (лат. profundum — «безодня») та вадоніми (лат. vadum — «мілке місце, брід, мілководдя»)

## Спелеологія
Спелеологія — наука, що вивчає походження, будову і розвиток печер, можливість їх використання. Наука, що повністю присвячена вивченню найзагадковішої спадщини людства, а саме печер. Назва науки походить від грецького spelaion, що означає печера і логія — наука. Ця цікава наука розкриває всі загадки, пов'язані з печерами, починаючи від їх мікроклімату, вод, флори і фауни, як сучасної так і давньої.